# Жуй (фамилия)

Жуй (Rui) — китайская фамилия (клан).
Собственное значение иероглифа 芮 — побег травы, короткий. Историческое значение — название древнего царства на территории нынешней провинции Шаньси.

## Известные Жуй
- Жуй Синвэнь (芮 杏文; 1927—2005 ; Цзянсу) — член Секретариата ЦК КПК 13-го созыва, член Народно политического консультативного совета Китая, на должности секретаря парткома Шанхая был предшественником Цзян Цземиня.
- Жуй Найвэй (芮 乃伟; 1963 г.р., Шанхай) — южнокорейский профессиональный игрок в Го китайского происхождения, сильнейшая женщина в го в мире.
- Жуй Чэнган (芮 成钢; 1977 г.р., Хэфэй) — телеведущий и журналист.